# Вогонь і рух

Схематичне зображення тактики вогню-і-руху.

Вогонь-і-рух (fire and movement, вогонь-і-маневр, вогонь-і-пересування) — основна тактика бою сучасного військового підрозділу низького рівня, де застосовується маневрування на полі бою, особливо під вогнем противника. Ця тактика передбачає інтенсивне використання всього доступного прикриття та висококоординовані пересування відділеннями чи взводами, тоді як інші підрозділи прикривають цей рух подавлюючим вогнем. Тактика використовується як для просування на позиції противника в рамках атаки, так і для відходу з поточних позицій, які атакує супротивник. Підрозділами, що сплановані для руху (маневру) та підтримки можуть бути групи або малі тактичні одиниці (мінімум дві особи), і вони можуть швидко та безперервно мінятися ролями, поки весь підрозділ не завершить мету маневру. Деякі члени груп можуть більше спеціалізуватися на певних задачах відповідно до їх екіпірування, озброєння, призначення, місцевості та здатності маневрувати.

## Історія
Шведський король Густав ІІ Адольф, ймовірно, був першим, хто застосував таку тактику під час Тридцятилітньої війни проти Габсбургів.
Тактика вогонь-і-рух стала особливо важливою, коли на полях битв 19 століття почало з’явилося все більше нарізних мушкетів, казеннозарядної зброї, а потім і кулеметів. Підвищена точність, дальність і скорострільність призвели до збільшення вогневої потужності, що дозволило меншим підрозділам діяти більш незалежно. Це ознаменувало перехід від війни першого покоління до війни другого покоління, в результаті чого на тактичному рівні все більше застосовувалася тактика вогонь-і-рух.
Під час Першої англо-бурської війни вона була стандартною тактикою в бурів і сприяла серії перемог, кульмінацією яких стала битва на пагорбі Маджуба.
За словами американського історика та політичного аналітика Стівена Бідла, ефективне використання тактики вогню-і-руху було ключем до зрушення тупикової ситуації на лініях Західного фронту в останні місяці Першої світової війни. З того часу, стверджує він, вміння діяти згідно з цією тактикою було одним із основних компонентів успішної військової тактики в сучасній сухопутній війні.

## Огляд

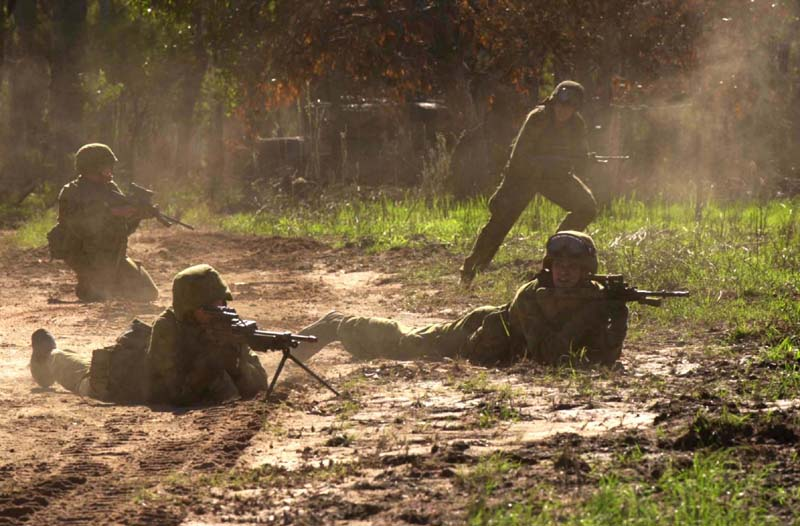
Австралійські солдати виконують дії згідно тактики вогонь-і-пересування під час загальновійськових навчань, 2001 рік.

Вогонь-і-рух може використовувати будь-який підрозділ, що складається щонайменше з двох солдатів. Одна частина бойової одиниці подавлює супротивника вогнем із-за укриття, а друга маневрує. Через короткий проміжок часу підрозділ, що маневрував, має зупинитися за укриттям і відкрити вогонь, даючи можливість першому підрозділу змінити позицію. Ці дії повторюються, доки не буде досягнута мета. Придушення вогневих засобів противника також може бути досягнуто вогнем прямою та/або непрямою наводкою підрозділів підтримки. Артилерія, міномети та броньована техніка можуть бути підрозділами бойової підтримки, які часто використовуються під час вогню-і-руху.
У військових Армії США базова тактика вогню-і-пересування називається «bounding overwatch» (рухомий дозор).
Підрозділ веде вогонь по противнику, щоб відволікти або придушити вогнем, дозволяючи іншому підрозділу атакувати, охопити або оточити супротивника. Ворог буде скований, не зможе реагувати і буде змушений укритися. В цей час фланговий підрозділ має вступити з ним в бій.

### Фаза 1: Придушення (подавлення вогнем)
Важкий та довготривалий подавлюючий вогнонь утримує супротивника в оборонній позиції, отже обмежує загальну вогневу міць ворога. Подавлюючий вогонь також заважає супротивнику належним чином оцінити атаку та організувати злагоджену та скоординовану оборону чи контратаку.

### Фаза 2: Маневр
Поки перший підрозділ веде вогонь по ворогу, другий підрозділ просувається до укриття попереду, створюючи в цьому місці нову вогневу точку. Після створення нової вогневої точки перший підрозділ під прикриттям другого просувається на нову позицію та створює іншу вогневу точку.

### Фаза 3: Штурм
Ці дії повторюються до тих пір, поки підрозділи не наблизяться до позиції супротивника. У цей момент вони вступають у прямий бій із ворогом, часто із використанням ручних гранат, прийомів ведення бою на близьких та надблизьких дистанціях та рукопашного бою.

## У кіно
Ця тактика була показана в британському фільмі «Браво-два-нуль». Невеликий підрозділ солдатів SAS на відкритій місцевості був атакований з тилу механізованим підрозділом іракської армії. Повернувшись фронтом до загрози, бійці SAS вражали ворога послідовними атаками і маневрували, використовуючи більшу вогневу міць, щоб зблизитись до дистанції кидка ручної гранати, тим самим убезпечуючись від атаки з тилу.
Ця тактика також демонструється у фільмі Майкла Манна «Сутичка». Після того, як поліція зупинила пограбування банку, злочинне угруповання використовує свою перевагу в вогневій силі (автоматичні гвинтівки проти пістолетів і рушниць поліції), щоб втекти. Фільм часто називають одним із найбільш реалістичних демонстрацій тактики вогню-та-руху в кіно — його показували військовослужбовцям збройних сил та спецназу як класичний приклад такої практики. Технічним радником фільму був колишній член британської спеціальної повітряної служби Енді Макнаб.
Тактика вогонь-і-рух демонструється у фільмі «Суцільнометалева оболонка», коли бійці рухаються зруйнованим містом, щоб знищити снайпера.